# Neosilesis
Neosilesis là một chi bọ cánh cứng trong họ 
Elateridae.
Chi này được miêu tả khoa học năm 1973 bởi Ôhira.

## Các loài
Chi này có các loài:
- Neosilesis borneoensis Ôhira, 1973